# チャイルド・イン・タイム
「チャイルド・イン・タイム」（Child in Time）は、イングランドのロック・バンドのディープ・パープルの楽曲。1970年発表のアルバム『ディープ・パープル・イン・ロック』に収録された。 冷戦に多少触発された歌詞を持った、演奏時間が10分を超える大作である。

## 歴史と特徴
メンバーのイアン・ギランによると、「チャイルド・イン・タイム」はアメリカ西海岸のロック・バンドであるイッツ・ア・ビューティフル・デイのサイケデリックな楽曲「ボンベイ・コーリング（Bombay Calling）」を下敷きにしている。彼は2002年のインタビューで、以下のように説明している。
歌には2つの側面、音楽の面と歌詞の面があります。音楽面では、イッツ・ア・ビューティフル・デイというバンドによる楽曲「ボンベイ・コーリング」が既にありました。ある日ジョン（ロード）がこの「ボンベイ・コーリング」をキーボードで演奏すると、それは新鮮でオリジナルでした。素敵に聞こえたので、私達はその音（フレーズ）を真似て遊んで、それをベースとして活かしつつ少し変えて何か新しいことをやろうと考えました。私は「ボンベイ・コーリング」のオリジナルを聞いたことがなかったので、冷戦をテーマに"Sweet child in time, you'll see the line."という言葉を書きました。ここに歌詞の側面が入ってきたのです。その後、ジョンがキーボード、リッチー（ブラックモア）がギターのパートを書きました。この曲はまさに当時の雰囲気を基本的に反映していて、それが非常に人気が出た理由なのです。
「チャイルド・イン・タイム」は、戦争と非人道主義をテーマにしたヘヴィメタル・アンセムであり、アート・ロックの例である。この曲はブラックモアがギブソン・ES-335を使って録音した最後の曲の一つで、ギランのトレードマークである高音の叫び声を含んだ幅広い声域が反映されている。
彼等は1969年7月にギランとロジャー・グローヴァ―を迎えて第2期を開始して、国内でライヴ活動を行ないながら新曲を書き始め、8月下旬に始まったヨーロッパ・ツアーで本曲を披露。9月24日にロイヤル・アルバート・ホールでロイヤル・フィルハーモニー管弦楽団と共演した時も、単独出演した第2部で本曲を演奏した。1970年に本曲がアルバム『ディープ・パープル・イン・ロック』で正式に発表された後は、1973年にギランとグローヴァーが脱退して第2期が終わるまでの主なコンサート、1985年と1987年から88年にかけての再結成ツアーで演奏された。1995年以降は常時には演奏されなくなったが、2002年のヨーロッパツアーのセットリストに再追加され、同年3月にハリコフのオペラ劇場での演奏が最後になった。
ライブ・バージョンは以下のアルバムに収録されている。
- 『ノーバディーズ・パーフェクト』（1988年）
- 『メイド・イン・ジャパン』（1972年）
- 『イン・コンサート』
- 『Scandinavian Nights』/ 『Live in Stockholm』（1970年9月）
- 『パワー・ハウス』（1977年）/ 『ディープ・パープル・アンド・ロイヤル・フィルハーモニック・オーケストラ』（1969年）のCDの追加版[5][注釈 3]
- "Live in Montreux 69"（2006年）[注釈 4]

## 栄誉
「チャイルド・イン・タイム」は1989年、ラジオ・ヴェロニカの「スーパー・アワー・タイム・リスト」で1位にランクされた 。またギタリスト（雑誌）読者投票による1998年の歴代ギター・ソロのトップ100で16位、イギリスのディスクジョッキーのジョン・ピールの1976年のFestive Fiftyで25位となった。

## 大衆文化でのカバーおよび引用例
- 1973年にディープ・パープルを脱退したギランが1975年に結成したイアン・ギラン・バンドが、デビュー・アルバム『チャイルド・イン・タイム』（1976年）でライブジャズの影響を受けたカバーを発表。1977年の日本公演でも演奏されて、ライヴ・アルバム『ライヴ・イン・ジャパン』（1978年）に収録された。
- イングヴェイ・マルムスティーンが1996年のアルバム『Inspiration』でカバー。
- ロードのオルガンによる前奏は、ビッグ・オーディオ・ダイナマイトによってサンプリングされ、楽曲「Rush」の前奏に使用された。
- 一部が1996年の映画『ツイスター』『奇跡の海』と『23（英語版）』で使用された。
- 1999年にアカデミー賞を受賞したドキュメンタリー『9月のある日（英語版）』（1972年ミュンヘンオリンピックの人質危機に関する作品）で使用された。最終的な空港銃撃戦の激しい結末での素早いモンタージュ編集間に演奏されている。
- Bottom Live 2003: Weapons Grade Y-Fronts Tourのフィナーレで使用された。
- 2003年のアルバム『Deep Purple Tribute』でカクタス・ジャック（英語版）がカバー。
- ブラックモアズ・ナイトによる2006年のスタジオアルバム『The Village Lanterne』に、「Mond Tanz / Child in Time」というタイトルの新たな分断バージョンが登場した。
- 一部が2008年の映画『バーダー・マインホフ 理想の果てに』で使用された。
- 一部が2007年のBBCのテレビドキュメンタリー『The Secret Life of the Motorway』3部シリーズの最後の番組で使用された[9]。
- 2009年6月9日にブエノスアイレスのショーでラタ・ブランカとターヤ・トゥルネンがカバー[10]。
- 音楽ゲーム『ロックバンド3』でダウンロード入手可能なコンテンツとなっている。
- 前奏部分が、ドイツのダンスフロアプロジェクトSnap!にて行われた「Exterminate! 」の前奏バージョンにおける基礎として使用された。
- 2010年に日本のメタルバンドLiv Moonが7分59秒の長さでカバー。
- Anu Malikは、ヒンディー語映画『Akele Hum Akele Tum』の楽曲「Aisa Zakhm Diya」のオープニングと最終部分についてこの曲からひらめきを得た[11]。
- フランスでフラワーバイケンゾーのコマーシャルで使用された。

## その他
- ディープ・パープルに「ボンベイ・コーリング」を「パクられた」形になったイッツ・ア・ビューティフル・デイだが、彼等は『ディープ・パープル・イン・ロック』とほぼ同時期に発表したセカンド・アルバム『マリイング・メイデン』で、ディープ・パープルの「ハード・ロード」[注釈 5]に酷似した「ドン・アンド・デューイ」（Don and Dewey）を発表した。
- 1995年、ディープ・パープルは本曲録音時のメンバーからブラックモアを除いた4人とスティーヴ・モーズ（ギター）の顔ぶれで、インドのムンバイ（旧ボンベイ）で開催したコンサートのライブを『ボンベイ・コーリング』と題して発表した[12]。